# Welwitschia mirabilis
 Welwitschia mirabilis  este singura specie a genului Welwitschia și a familiei Welwitschiaceae. Această plantă este răspândită numai în sud - vestul Africii, în zona deșertică a Namibiei. Este o specie extrem de veche, fiind o rămășiță a florei de acum 100 de milioane de ani. Denumirea speciei a fost dată în onoarea Dr. Friedrich Welwitsch, cel care a descoperit-o în anul 1860. Este o plantă ocrotită prin lege.
Exemplare de welwitschia se găsesc în Grădina Botanică „Alexandru Borza” a Universității „Babeș-Bolyai” din Cluj-Napoca.

## Caracteristici
- Este o specie cu extrem de mare longevitate. Astfel, există câteva exemplare care au între 1000 și 2000 de ani.
- Arbust.
- Dioic, adică pe un individ se formează doar flori feminine sau doar flori masculine.
- Entomogam, adică polenizarea este efectuată de insecte.
- Trunchiul este redus prin neotenie la un ciot conic, având înălțimea pâna la 1 m. Pe marginea butucului unui individ se formează fie flori masculine fie flori feminine. Acestea au forma unor conuri pedunculate.
- Frunzele, două la număr, sunt mari (lungi de 3 – 4 m), cu nervațiune paralelă și creștere continuă.
- Florile sunt uneori bisexuate având un perigon redus.
  - Florile feminine, au un singur ovul cu tubilus lung și fără perigon.
  - Florile masculine, au un număr mare de stamine și o caracteristică foarte importantă, prezintă un ovul avortat. Această particularitate morfologică arată tendința de evoluție a florilor spre hermafroditism (caracter de superioritate). Din această cauză, ordinul Welwitschiales a fost plasat ultimul în clasificare (adică cel mai evoluat) dintre Pinophyte (Gimnosperme).

## Clasificarea științifică după mai multe surse
|                          | După Răvăruț, 1973                          | După Pop și colab 1985 | După Sârbu (1999) și Wiki română | După Systema Naturae 2000                          | După University of Connecticunt 2006 Arhivat în 7 iunie 2004, la Wayback Machine. | După Integrated Taxonomic Information System (ITIS) | După Catalogue of Life [nefuncțională] | După The Taxonomicon                               | După The Taxonomicon  | După Encyclopedia Britannica Online 2007 | După ZipcodeZoo ianuarie 2008                      | După "Global Biodiversity Information Facility" |
| După The Taxonomicon     | După Răvăruț, 1973                          | După Pop și colab 1985 | După Sârbu (1999) și Wiki română | După Systema Naturae 2000                          | După University of Connecticunt 2006 Arhivat în 7 iunie 2004, la Wayback Machine. | După Integrated Taxonomic Information System (ITIS) | După Catalogue of Life [nefuncțională] | După T.A. Zanoni (1982)                            |                       | După Encyclopedia Britannica Online 2007 | După ZipcodeZoo ianuarie 2008                      | După "Global Biodiversity Information Facility" |
| -                        | -                                           | -                      | -                                | -                                                  | -                                                                                 | -                                                   | -                                      | Biota                                              | Biota                 | -                                        | -                                                  | -                                               |
| Etapa, Domeniu           | Euthallophytae, Eucaryotae                  | -                      | -                                | Eukaryota                                          | -                                                                                 | -                                                   | După xxxxxx                            | Eukaryota                                          | Eukaryotae            | -                                        | Eukaryota Whittaker & Margulis,1978                | -                                               |
| Regn                     | -                                           | -                      | Plantae                          | Plantae Haeckel, 1866                              | Plantae                                                                           | Plantae                                             | După xxxxxx                            | Plantae Haeckel, 1866                              | Plantae Haeckel, 1866 | -                                        | Plantae Haeckel, 1866                              | Plantae                                         |
| Subregn                  | -                                           | Cormobionta            | Cormobionta                      | Viridaeplantae Cavalier-Smith, 1981                | -                                                                                 | Tracheobionta                                       | După xxxxxx                            | Viridaeplantae Cavalier-Smith, 1981                | -aaaaaa               | -                                        | Viridaeplantae Cavalier-Smith, 1981                | -                                               |
| Încrengătură (Diviziune) | Gymnospermatophyta Gimnosperme              | Pinophyta              | Pinophyta                        | Tracheophyta Sinnott, 1935 ex Cavalier-Smith, 1998 | Gnetophyta                                                                        | Gnetophyta                                          | După xxxxxx                            | Tracheophyta Sinnott, 1935 ex Cavalier-Smith, 1998 | -                     | Gnetophyta                               | Tracheophyta Sinnott, 1935 ex Cavalier-Smith, 1998 | Gnetophyta                                      |
| Subîncrengătură          | Prae-angyospermatophytina (Chlamydospermae) | -                      | -                                | Spermatophytina (auct.) Cavalier-Smith, 1998       | -                                                                                 | -                                                   | După xxxxxx                            | Euphyllophytina                                    | Embryobionta          | -                                        | Spermatophytina (auct.) Cavalier-Smith, 1998       | -                                               |
| Infraîncregătură         | -                                           | -                      | -                                | Gymnospermae auct.                                 | -                                                                                 | -                                                   | După xxxxxx                            | Radiatopses Kenrick & Crane, 1997                  | -aaaaaa               | -                                        | Gymnospermae auct.                                 | -                                               |
| Clasă                    | -                                           | Gnetatae               | Gnetatae                         | Gnetopsida                                         | Welwitschiopsida                                                                  | Gnetopsida                                          | După xxxxxx                            | Gnetopsida                                         | -aaaaaa               | Gnetopsida                               | Gnetopsida                                         | Gnetopsida                                      |
| Ordin                    | Welwitschiales                              | Welwitschiales         | Welwitschiales                   | Gnetales T.M. Fries, 1891                          | Welwitschiales                                                                    | Welwitschiales                                      | După xxxxxx                            | Gnetales T.M. Fries, 1891                          | -aaaaaa               | Welwitschiales                           | Gnetales T.M. Fries, 1891                          | Welwitschiales                                  |
| Familie                  | -                                           | -                      | Welwitschiaceae                  | Welwitschiaceae Markgraf in Engler & Prantl, 1926  | Welwitschiaceae                                                                   | Welwitschiaceae Markgr.                             | După xxxxxx                            | Welwitschiaceae Markgraf, in Engler & Prantl, 1926 | -aaaaaa               | Welwitschiaceae                          | Welwitschiaceae Markgraf in Engler & Prantl, 1926  | Welwitschiaceae                                 |
| Subfamilie               | -                                           | -                      | -                                | -                                                  | -                                                                                 | -                                                   | După xxxxxx                            | -                                                  | -aaaaaa               | -                                        | Rhododendroideae                                   | -                                               |
| Trib                     | -                                           | -                      | -                                | -                                                  | -                                                                                 | -                                                   | După xxxxxx                            | -                                                  | -aaaaaa               | -                                        | Rhododendreae                                      | -                                               |
| Gen                      | -                                           | Welwitschia            | Welwitschia                      | Welwitschia J.D. Hooker, 1862                      | Welwitschia                                                                       | Welwitschia J. D. Hooker, 1863                      | După xxxxxx                            | Welwitschia J.D. Hooker, 1862                      | -aaaaaa               | Welwitschia                              | Welwitschia Linnaeus, 1753                         | Welwitschia                                     |
| Subgen                   | -                                           | -                      | -                                | -                                                  | -                                                                                 | -                                                   | -                                      | -                                                  | -                     | -                                        | -                                                  | Welwitschia                                     |
| Specie                   | -                                           | Welwitschia mirabilis  | Welwitschia mirabilis            | Welwitschia mirabilis™ J.D. Hooker                 | Welwitschia mirabilis Hook. f.                                                    | Welwitschia mirabilis Hook. f.                      | După xxxxxx                            | Welwitschia mirabilis J.D. Hooker                  | -aaaaaa               | Welwitschia mirabilis                    | Welwitschia mirabilis Hook. f.                     | Welwitschia mirabilis Hook. f.                  |
| Subspecie                | -                                           | -                      | -                                | -                                                  | -                                                                                 | -                                                   | -                                      | -                                                  | -                     | -                                        | -                                                  | Welwitschia mirabilis subsp. namibiana Leuenb.  |

| Cu verde | Cu verde | Cu verde | Cu verde | Denumiri identice la autori diferiți                                                                     |
| Cu roșu  | Cu roșu  | Cu roșu  | Cu roșu  | Denumiri diferite la autori diferiți (se referă la denumiri diferite pentru aceeași unitate sistematică) |

## Galerie de imagini

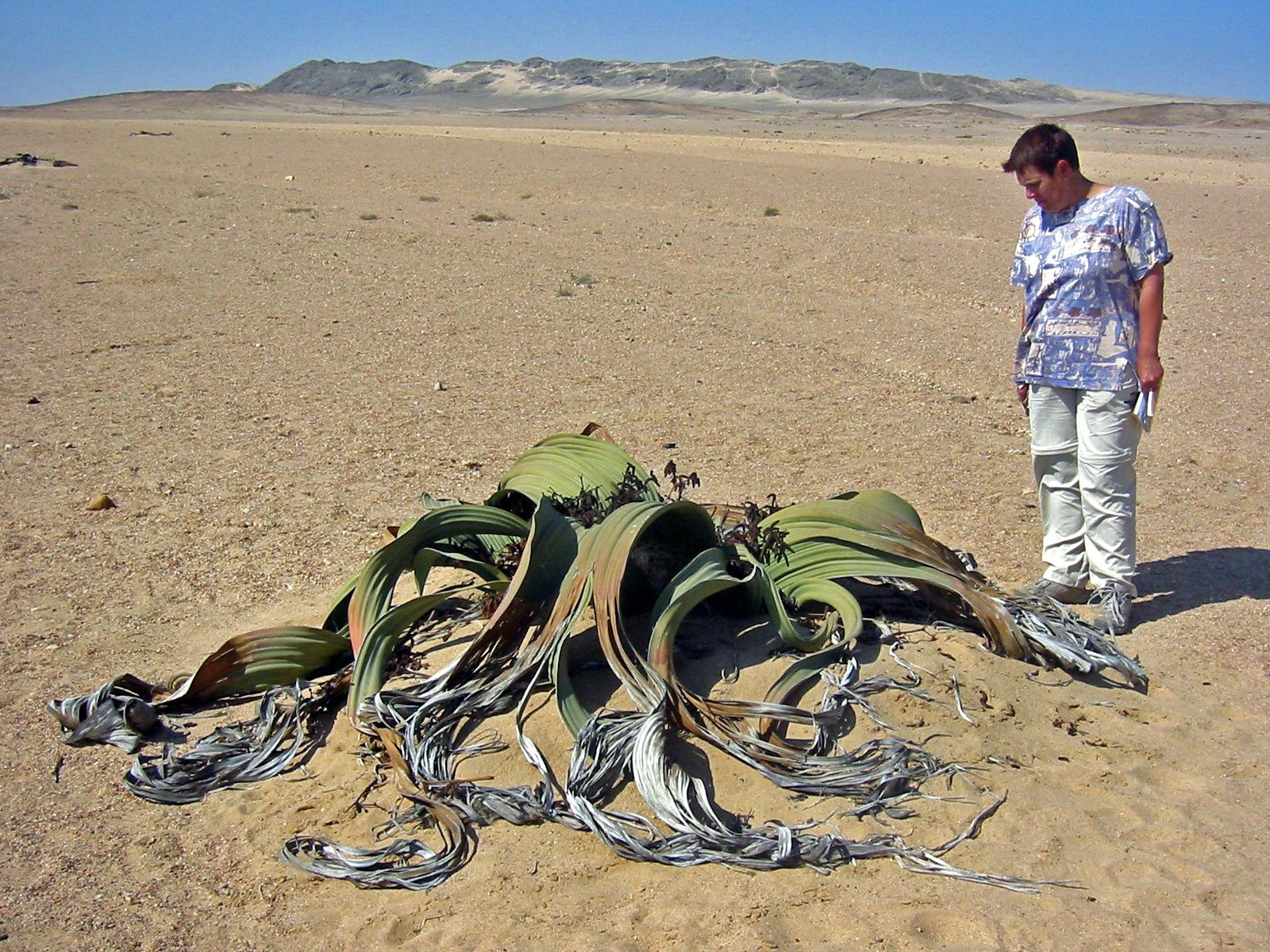
Fotografie comparativă a mărimii unei plante (Welwitschie din Namibia)
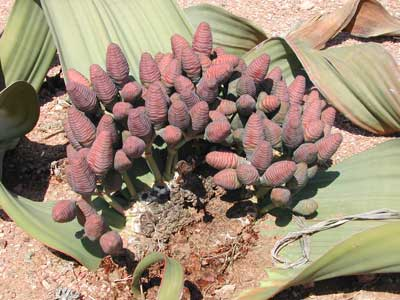
Welwitschia mirabilis femelă.
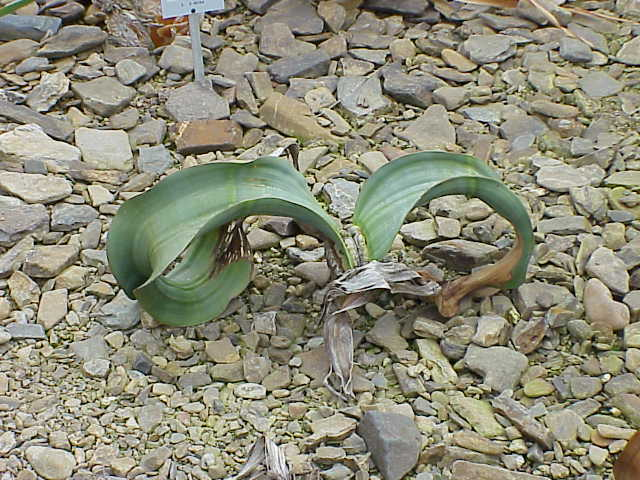
Welwitschia mirabilis, plantă tânără
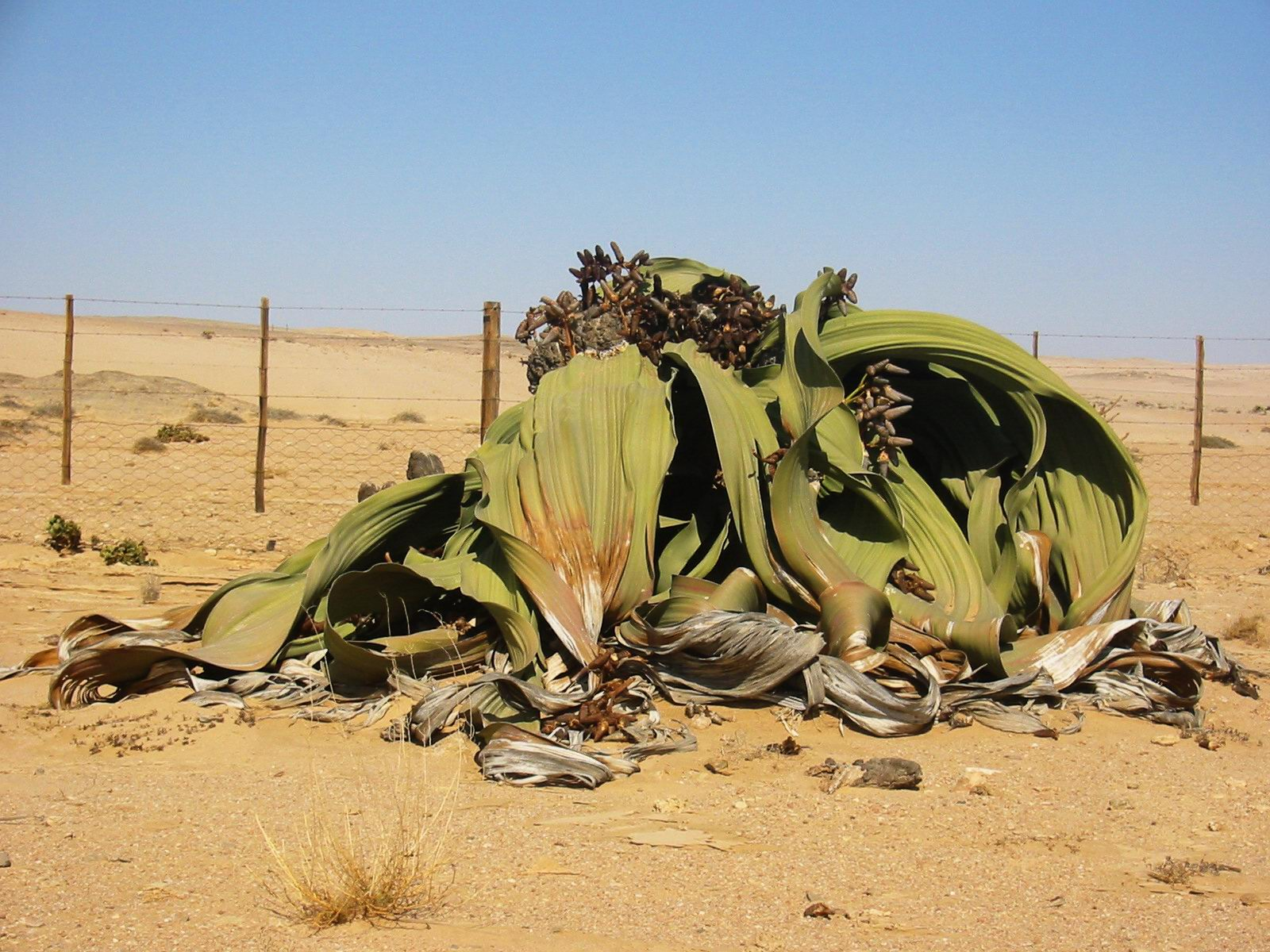
Welwitschia uriaşă din Namibia, la sud de Swakopmund, împrejmuită pentru a fi protejată. Mărime - aproximativ înălţimea unui om, vârstă estimată - 1.500 de ani
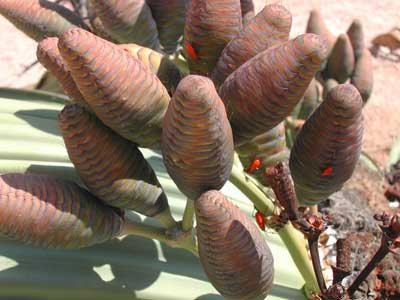
Florile plantei feminine
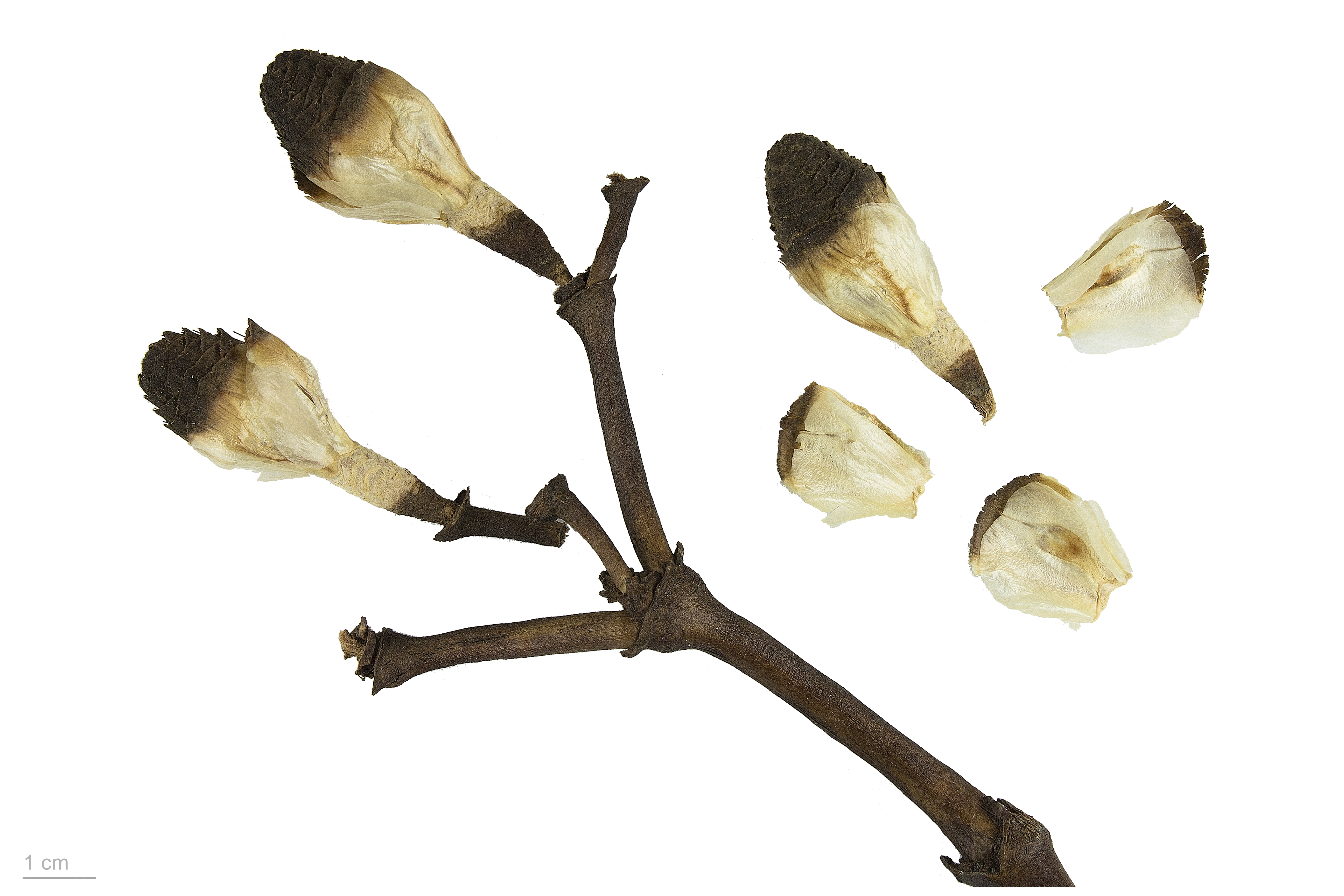
Welwitschia mirabilis - Museum specimen